# 수치항 (창원시)
수치항은 경상남도 창원시 진해구 풍호동에 있는 어항이다. 2005년 7월 21일 지방어항으로 지정하여 관리하고 있다. 시설관리자는 창원시장이다.

## 어항 시설
- 방파제 170m, 물양장 40m

## 주요 어종
- 도다리, 숭어